# Wasił Witanow
Wasił Witanow (bułg. Васил Витанов; ur. 26 maja 1988 w Sofii) – bułgarski wioślarz.

## Osiągnięcia
- Mistrzostwa Świata Juniorów – Amsterdam 2006 – dwójka podwójna – 13. miejsce[1].
- Mistrzostwa Świata U-23 – Glasgow 2007 – dwójka podwójna wagi lekkiej – 7. miejsce[1].
- Mistrzostwa Europy – Ateny 2008 – dwójka podwójna wagi lekkiej – 10. miejsce[1].
- Mistrzostwa Świata U-23 – Račice 2009 – dwójka podwójna wagi lekkiej – 6. miejsce[1].
- Mistrzostwa Świata – Poznań 2009 – dwójka podwójna wagi lekkiej – 14. miejsce[1].
- Mistrzostwa Europy – Brześć 2009 – dwójka podwójna wagi lekkiej – 7. miejsce[1].
- Mistrzostwa Europy – Montemor-o-Velho 2010 – dwójka podwójna wagi lekkiej – 18. miejsce[1].